# Сегаза-Кум
Сегаза-Кум (узб. Segaza Qum / Сегаза Қум) — посёлок городского типа, расположенный на территории Шахриханского района Андижанской области Республики Узбекистан.

Статус посёлка городского типа с 2009 года.